# قاعده طلایی
قاعده طلایی یا قاعده زرین (به انگلیسی: Golden Rule) یک اصل اخلاقی است که دو مطلب را بیان می‌کند:
1. شخص باید به گونه‌ای با دیگران رفتار کند که دوست دارد دیگران در شرایط مشابه با او آن‌گونه رفتار کنند (شکل مثبتِ قاعده)
2. شخص نباید به گونه‌ای با دیگران رفتار کند که دوست ندارد آن‌گونه با او رفتار شود (شکلی منفی و منعیِ قاعده؛ که گاه «قاعده نقره‌ای» یا «قاعده سیمین» خوانده می‌شود)

- گاه شکل مثبتِ قاعده را شکلِ فعّال و شکل منفی قاعده را شکلِ انفعالی گویند؛ زیرا شکل مثبت قاعده باعث می‌شود شخص کار خوب را انجام دهد، ولی شکل منفی باعث می‌گردد فرد کار بد را انجام ندهد.[۱]

این قاعده از دیرباز در فرهنگ‌های مختلف جهان به شکل‌های مختلف بیان شده، و در اکثر ادیان نیز مورد تأیید است؛ و این نشان‌دهنده آن است که گویا این قاعده به‌طور فطری و ذاتی در طبیعت انسان و نظام درونی تصمیم‌گیرنده اخلاقی بشر وجود دارد. البته نام‌گرفتن آن به «قاعده طلایی» امری متأخر است، و این اصطلاح در قرن ۱۷ یا ۱۸ در اروپا و در زبان انگلیسی ابداع شده‌است، و به تدریج -پس از جنگ جهانی اول- به بقیه زبان‌ها راه یافته‌است.

## چیستی قاعده طلایی[۵]
1. قاعده طلایی، قاعدهٔ «مقابله به مثل» یا «معامله به مثل» نیست؛ چه این عملِ متقابل از نوع کیفرهای مشروع قانونی باشد، چه از نوع ناصحیح و انتقام‌گیرنده (تلافی‌گرانه و کینه‌جویانه). این قاعده نمی‌گوید «با دیگران آن‌گونه که [آنها با تو] رفتار می‌کنند/کرده‌اند، رفتار کن.» بلکه بیان می‌دارد «با دیگران آن‌گونه که دوست داری (و انتظار داری) آن‌ها با تو رفتار کنند، رفتار کن».
2. قاعده طلایی، قاعدهٔ «سرمایه‌گذاری شخصی» و «مصلحت‌اندیشی فردی» و «معاوضه تاجرانه» نیست. این قاعده نمی‌گوید «اگر می‌خواهی دیگران [در آینده] کاری را برایت انجام دهند، تو نیز مانند آن را برایشان انجام ده.» یعنی این قاعده به قصد دریافت پاداش و سزای متقابل نیست.
3. قاعده طلایی اِخبار از واقع نمی‌کند که: «آن‌گونه که رفتار کنی، با تو رفتار خواهد شد». البته به کمک قاعده «آن‌گونه که رفتار کنی، با تو رفتار خواهد شد» و قاعده طلایی می‌توان به عمل صحیح‌تری رسید، و آن قاعده احساس و اراده ما را بهتر می‌انگیزد (احتمال عدم سازگاری بین عقیده و رفتار را کاهش می‌دهد).
4. قاعده طلایی، همان «اصل عدم تجاوز: اعمال تو نباید به دیگران آسیب برساند» نیست، حتی اگر کسی قائل باشد نتایج منطقی این‌ها یکسان است، و باعث عدم خشونت بی‌جا می‌شود.[۶]
5. قاعده طلایی مربوط به شرایط یکسان و موقعیت مشابه‌است. شخص باید فرض کند که خصوصیات و ویژگی‌های شخص مقابل را دارد (خود را جای دیگران فرض کردن، فراتر از این است که فرض کنیم آن کار در قبال خودمان انجام گیرد). اگر شخص صرفاً خودش را به جای طرف مقابل فرض کند، باعث نتایج اشتباهی خواهد شد. برای مثال:

- خطاب به یک پزشک: اگر نمی‌خواهی بیمار آپاندیست را برندارد، آپاندیسش را بر ندار!
- خطاب به یک بیمار: اگر می‌خواهی پزشک آپاندیس‌ات را بردارد، آپاندیسش را بردار!
- سؤال صحیح این است که: اگر در موقعیت پزشک بودم (و آپاندیس سالم داشتم) دلم می‌خواست چگونه با من رفتار شود؟
- خطاب به والدین: اگر می‌خواهید بچه‌تان تنبیه‌تان نکند، او را تنبیه نکنید!
- خطاب به یک بینا: از آن‌جا که نمی‌خواهی کسی (یا نابینایی) در رد شدن از خیابان تو را کمک کند، تو هم در رد شدن از خیابان به این نابینا کمک مکن!
- خطاب به یک شنوا: من با پدرم (که گوشش سنگین است) بلند صحبت نمی‌کنم، چون دلم نمی‌خواهد که او با من این‌قدر بلند صحبت کند.

روش صحیح مطرح کردن چنین سؤالاتی چنین است:
- من با پدرم (که گوشش سنگین است) بلند صحبت می‌کنم، اما دلم نمی‌خواهد که او با من بلند صحبت کند (چرا که وضع شنوایی من طبیعی است)
- سؤال صحیح این است که: اگر در وضع مشابهی با پدرم(کم‌شنوایی) بودم دلم می‌خواست چگونه با من رفتار شود؟

۶- در قاعده طلایی باید خود را جای طرف مقابل بگذاریم، و «تلقی کنونی مان نسبت به مورد فرضی» را در نظر بگیریم. برای مثال:
- پسربچه ای را در نظر بگیرید که دائماً می‌خواهد انگشتش را درون پریز برق کند و تنها راه مقابله با او تنبیه کردن اوست.
- شکل نادرست اِعمال قاعده: اگر به جای بچه بودم [با ذهنیت و آگاهی یک بچه دوساله] دلم می‌خواست مرا تنبیه کنند؟ (بچه دوست ندارد کتک بخورد!)
- شکل درست اعمال قاعده: آیا [با آگاهی الآنم] دلم می‌خواهد اگر جای بچه بودم مرا تنبیه کنند؟ (پسر بچه اگر از شرایط درست و واقعی آگاه شود، از تنبیه خود متشکر خواهد بود، هرچند در حال حاضر رضایت نداشته باشد.)

پس: با کتک زدن بچه، قاعده طلایی را نقض نکرده‌ام، چرا که دوست دارم در موقعیت مشابه به همین صورت با من رفتار می‌شد.
- به همین شکل، ادب کردن کودک یا بزرگسالی که از مقررات مدرسه یا دانشگاه تخطی کرده‌است، گرچه او دوست ندارد مجازات شود، مخالف قاعده نیست.
- در موارد مواجهه با کسی که چندان سر عقل نیست: شخصی که در بیهوشی یا اغماست، یا کسی که پیر و فرتوت است، یا کسی که مست یا دیوانه‌است.
- شکل نادرست بیان قاعده: اگر من بی‌هوش/مست/دیوانه بودم در آن هنگام دلم می‌خواست چه کاری در قبال من انجام گیرد؟
- شکل درست بیان قاعده: آیا من در حال حاضر دلم می‌خواهد اگر بی‌هوش/مست/دیوانه بودم در قبال من فلان رفتار انجام گیرد؟
- در مورد اعمال قانون بر مجرم، باید مراقب بود شکل صحیح قاعده به کار رود: نادرست است که مجرم به قاضی بگوید: همچنان‌که تو دوست نداری به زندان بروی (کسی تو را به زندان بفرستد)، نباید کسی (من) را هم به زندان بفرستی!

به بیان دیگر، قاعده طلایی بیان نمی‌کند که «با دیگران چنان رفتار کنید که "آنها دوست دارند شما با ایشان رفتار کنید" «(دوست دارند با ایشان رفتار شود)». 
این گفته را برخی قاعده پلاتین نام نهاده‌اند: یعنی نه فقط شرایط و ویژگی‌های طرف مقابل را در نظر بگیریم، بلکه علایق آن‌ها را هم در نظر بگیریم. بلکه قاعده طلایی بیان می‌دارد: با دیگران چنان رفتار کنید که دوست دارید با شما رفتار شود (که شما دوست دارید آن‌ها با شما رفتار کنند).
1. در قاعده طلایی باید شرایط و احساسات طرف مقابل را به درستی درک کنیم (عدم جهل و بی‌خبری). برای مثال، فرض کنید ما مالک یک معدن پرسود زغال سنگ هستیم، ولی به کارگرانمان روزانه یک دلار بیشتر حقوق نمی‌دهیم. شاید اگر از ما پرسیده شود «اگر به جای کارگران بودی دوست داشتی یک دلار در روز به تو داده شود؟» پاسخمان مثبت باشد، زیرا گمان کرده‌ایم کارگران با حقوق ناچیز می‌توانند زندگی کنند. اگر از حقیقت امر آگاه شویم و بدانیم که این حقوق برای یک زندگی آبرومندانه کفایت نمی‌کند، پاسخ مثبت نمی‌دهیم.
2. قاعده طلایی زیرساخت «همه» وظایف و تکالیف اخلاقی نیست. این قاعده یک اصل اخلاقی است، نه یک نظام اخلاقی؛ راهنما ایست برای رفتار، ولی «جایگزینی» برای قواعد و هنجارهای اخلاقی نیست.

- برای مثال، قاعده طلایی مستقیماً سخنی دربارهٔ سخن دربارهٔ تعهدات، وظایف و تکالیف شخص نسبت به خودش ندارد، و لزوماً باعث ایجاد شرافت و عزت نفس نمی‌شود و حتی مثلاً لزوماً خودکشی را منع نمی‌نماید.

### نتیجه قاعده طلایی
قاعده طلایی، پادزهرِ «خودخواهی و خودمحوری» و «تعصب و جانب‌داری بیجا» است.
این قاعده باعث ثبات و سازگاری رفتاری عاملِ آن است. در این قاعده شما بی‌طرفی و انصاف خود را مورد سنجش قرار می‌دهید. در واقع، اعمال این قاعده باعث ایجاد دید بی‌طرفانه و منصفانه و «عقلانی» است، همراه با رها نکردنِ همدردی و همفکری نسبت به طرف مقابل (احترام به افراد) است. البته این «عقلانیت»، نیازمند درجه‌ای از بلوغ اخلاقی (صدق و خلوصِ اخلاقی) از طرف عامل است.
این قاعده یک اصل اخلاقی مبتنی بر «سازگاری» است، و راهنمایی برای رفتار با دیگران با توجه ارزش‌ها و اصول اخلاقی خود. این قاعده تضمین می‌کند که — اگر طبق آن رفتار شود — با هیچ‌کس چنان‌که کاربر خودش رضایت ندارد با او رفتار شود، رفتار نخواهد شد.
قاعده طلایی معمولاً باعث می‌شود ما با شفقت، رحمت، سخاوت و خیرخواهی با دیگران رفتار کنیم،(چون خواستار همه این موارد برای خود هستیم)و از کارهای بدخواهانه، ظالمانه، فریب‌گرانه و خیانت‌آمیز بپرهیزیم.

## قاعده طلایی در ادیان

### در اسلام
در دین اسلام نیز به این اصل اشاره شده‌است:

#### قاعده طلایی در قرآن
کتاب «نگاهی جامع به قاعده طلایی»-با استناد به تفاسیر قرآن- معتقد است که ۵ آیه زیر مبتنی بر قاعده طلایی هستند. آیه اول رعایت شکل مثبت قاعده طلایی را توصیه می‌کند، و آیات بعدی کسانی را که شکل منفی قاعده طلایی را رعایت نمی‌کنند تقبیح و مذمت می‌نماید.
۱- «عفو داشته باشید و گذشت نمایید: آیا دوست نمی‌دارید که مورد عفو خداوند متعال قرار گیرید؟ و خداوند آن عفوکنندهٔ رحمت‌گستر است.»
۲- «وای بر کم‌فروشان: آنان که وقتی برای خود پیمانه می‌کنند، حق خود را به‌طور کامل می‌گیرند. امّا هنگامی که می‌خواهند برای دیگران پیمانه یا وزن کنند، کم می‌گذارند! آیا آن‌ها گمان نمی‌کنند که برانگیخته می‌شوند، در روزی بزرگ که مردم در پیشگاه پروردگار جهانیان می‌ایستند؟»
۳- «به یتیمان و مستمندان روزی دهید و با آنان به‌طور شایسته سخن بگویید! کسانی که اگر فرزندان ناتوانی از خود به یادگار بگذارند از آینده آنان می‌ترسند، باید (از ستم دربارهٔ یتیمان مردم) بترسند! بنابراین از خداوند پروا کنند و استوار سخن گویند.»
۴- «ای کسانی که ایمان آورده‌اید! از قسمت‌های پاکیزه اموالی که به دست آورده‌اید انفاق کنید؛ و برای انفاق، به سراغ قسمت‌های نامرغوب آن نروید، که اگر آن را به خودتان می‌دادند جز با چشم‌پوشی و بی‌میلی نمی‌پذیرفتید؛ و بدانید که خداوند بی‌نیاز و ستوده‌است.»
۵- «و برای خدا دخترانی می‌پندارند -منزّه‌است او- و برای خودشان آنچه را میل دارند [قرار می‌دهند]. و هر گاه به یکی از آن‌ها [تولّد] فرزند دختر را خبر دهند چهره‌اش [از شدّت خشم] سیاه می‌شود، و [به ناگزیر] خشم و اندوه خود را فرو می‌برد… و چیزی را که خود خوش نمی‌دارند برای خدا قرار می‌دهند، و زبانشان دروغ‌پردازی می‌کند که [سرانجام] نیکو از آنِ ایشان است.»
- برخی[۱۳] آیه ۲۷۹ سوره بقره «نه به دیگران ستم می‌کنید، و نه به شما ستم می‌شود»[۱۴] را هم از مصادیق این قاعده دانسته‌اند.

#### قاعده طلایی در روایات اسلامی
قاعده طلایی در احادیث اسلامی به شکل‌های مختلفی بیان شده‌است. برای نمونه:
- شخصی از پیامبر اسلام پرسید: «ای فرستاده خدا! کاری به من یاد بده که میان آن کردار و بهشت فاصله‌ای نباشد.» محمد در جواب گفت: «خشم مگیر و از مردم چیزی طلب مکن و نیز برای مردم بپسند آنچه را برای خود می‌پسندی.»[۱۵]

### قاعده طلایی در دیگر ادیان
«قاعده طلایی» از عمومی‌ترین قواعد و اصول اخلاقی است، که تقریباً توسط همه ادیان به نحوی بیان شده‌است:
- در کتاب تلمود — که از متون مقدس یهودی است — آمده که فردی بت‌پرست نزد عالمی یهودی آمده به او گفت: تا من روی یک پا ایستاده‌ام تمامی تورات را به من بیاموز! آن دانشمند چنین پاسخ داد: «آنچه را خود از آن نفرت داری در حق همنوعت روا مدار. این همه تورات است، و بقیه توضیح و تفسیر آن است.»[۱۶]
- در اناجیل آمده‌است که عیسی مسیح فرمود: «با دیگران همان‌طور رفتار کنید که می‌خواهید آنان با شما رفتار کنند. این است [خلاصه] کتاب خداوند و نوشته‌های انبیاء.»[۱۷]

دین شیطان‌گرایی نیز این قاعده را — البته با نگاهی متفاوت‌تر — تأیید می‌کند. در انجیل شیطانی آمده‌است: «تا زمانی که دیگران با تو بدی نکرده‌اند با ایشان چنان رفتار کن که می‌خواهی با تو رفتار شود، اما اگر با تو بدی کنند دیگر نه دلیلی برای درک کردن آنان است و نه برای ارج گذاشتن‌شان.»
در منابع اسلامی نیز این قاعده از قول پیامبران پیشین ذکر شده‌است:
- خداوند به آدم وحی کرد: همه سخنی که با تو دارم را در چهار کلمه برایت گرد آوردم:... چهارم: اینکه برای مردم آن را خوش داری که برای خود همان را خوش می‌داری؛ و برای مردم بد داری آنچه برای خود بد می‌داری.[۱۹]
- لقمان حکیم به پسرش سفارش کرد: فرزند عزیزم! تو را به شش خصلت وامی‌دارم، که هر کدام از آن‌ها تو را به خشنودی خداوند نزدیک و از خشم او دور می‌کند:... چهارم آن‌که برای مردم آنچه را برای خود دوست می‌داری، دوست بداری؛ و برای آنان آنچه را برای خود بد می‌داری، بد بداری.[۲۰]
- در آنچه خدا به عیسی مسیح پند داد آمده‌است: ای عیسی! آنچه دوست نداری با تو کنند، با دیگران مکن.[۲۱]
- عیسی مسیح به یکی از یارانش گفت: آنچه نخواهی نسبت به تو کنند، نسبت به هیچ‌کس مکن.[۲۲]
- عیسی مسیح گفت: من بیماران را به اذن خدا شفا دادم، افراد کور و پیس را به یاری خداوند سالم گردانیدم و مردگان را به اذن خدا زنده کردم، ولی نتوانستم احمق را معالجه کنم. گفتند: ای روح اللَّه! احمق کیست؟ فرمود: آن خودرأی و خودخواهی که همه برتری‌ها را به نفع خود می‌خواهد، نه به ضرر خودش؛ و همیشه حقّ را از آن خود می‌داند، نه علیه خود، این همان احمقی است که هیچ راهی برای مداوای او نیست.[۲۳]

## قاعده طلایی در شعرها و تمثیل‌ها
سعدی چنین سروده:
| یاد دارم ز پیـر دانشـمـند |  | تو هم از من [به] یاد دار این پند |
| هرچه بر نفس خویش نپسندی   |  | نیز بر نفس دیگری مپسند           |

| بشنو از من سخنی حق پدر فرزندی    |  | گر به رای من و اندیشه من خرسندی   |
| چیست دانی سرّ دینداری و دانشمندی؟ |  | آن روا دار که گر بر تو رود بپسندی |

| هر بد که به خود نمی‌پسندی |  | با کس مکن ای برادر من |
| گر مادر خویش دوست داری   |  | دشنام مده به مادر من  |

ناصر خسرو هم سروده‌است:
| بر کسی مپسند کز تو آن رسد |  | کَت نیاید خویشتن را آن پسند |

| آن گوی که طاقت جوابش داری |  | گندم نبری به خانه چون جو کاری |

همچنین در گلستان سعدی آمده‌است:
- لقمان را گفتند ادب از که آموختی، گفت از بی ادبان. هر آنچه از ایشان در نظرم ناپسند آمد، از فعل آن پرهیز کردم.[۲۸]
- بر کس مپسند آنچه ترا نیست پسند.

## قاعدهٔ طلایی در زبان فارسی
اگرچه ایدهٔ قاعدهٔ طلایی بسیار قدیمی است و در فرهنگ‌های مختلف یافت می‌شود، توجه مستقل به آن و بحث از ابعاد نظری و عملی‌اش چندان پرسابقه نیست. مقالهٔ «قاعده طلایی: معرفی منابع انگلیسی و ارزیابی انتقادی منابع فارسی» به مروری بر سابقهٔ این بحث می‌پردازد. در آنجا مقالهٔ «قاعده زرین در حدیث و اخلاق» (1386)  از سید حسن اسلامی اولین بحث مستقل در این باره معرفی شده است. البته، همو در مقالهٔ «کپی‌رایت از منظر اخلاق» (1380) این قاعدهٔ اخلاقی را معرفی و در موردِ بحث کپی‌رایت به کار برده است. نیز مقالهٔ «قاعده طلایی اخلاق و معیارهای دوگانه» (1387) از مصطفی تاجزاده از موارد قابل توجه در این زمینه است.